# Episodi di Mr. Broadway
La prima e unica stagione della serie televisiva Mr. Broadway è andata in onda negli Stati Uniti dal 26 settembre 1964 al 26 dicembre 1964 sulla CBS.
| nº | Titolo originale                     | Prima TV USA      |
| -- | ------------------------------------ | ----------------- |
| 1  | An Eye on Emily                      | 26 settembre 1964 |
| 2  | Take a Walk Through a Cemetery       | 3 ottobre 1964    |
| 3  | Try to Find a Spy                    | 10 ottobre 1964   |
| 4  | Between the Rats and the Finks       | 17 ottobre 1964   |
| 5  | Nightingale for Sale                 | 24 ottobre 1964   |
| 6  | The He-She Chemistry                 | 31 ottobre 1964   |
| 7  | Don't Mention My Name in Sheboygan   | 7 novembre 1964   |
| 8  | Maggie, Queen of the Jungle          | 21 novembre 1964  |
| 9  | Smelling Like a Rose                 | 28 novembre 1964  |
| 10 | Bad Little Rich Girl                 | 5 dicembre 1964   |
| 11 | Sticks and Stones May Break My Bones | 12 dicembre 1964  |
| 12 | Something to Sing About              | 19 dicembre 1964  |
| 13 | Pay Now, Die Later                   | 26 dicembre 1964  |

## An Eye on Emily
- Prima televisiva: 26 settembre 1964

### Trama
- Guest star: Leonard Lyons (se stesso), Steve Cochran (Buddy), Nancy Berg (Miss Harpers), Lucienne Bridou (ragazza), Oleg Cassini (se stesso), Tuesday Weld (Emily)

## Take a Walk Through a Cemetery
- Prima televisiva: 3 ottobre 1964

### Trama
- Guest star: Lauren Bacall, Jason Robards, Jill St. John (se stessa)

## Try to Find a Spy
- Prima televisiva: 10 ottobre 1964

### Trama
- Guest star: Bibi Osterwald (Mrs. Bunker), Simon Oakland (Shaw), Charles Dierkop (conducente), Barbara Feldon (Laura), Jack Gilford (Bunker), Ted Gunther (poliziotto), T.J. Halligan (Reel), Paul McGrath (Hundrell), John McMartin (Robertson), William Redfield (Palmer)

## Between the Rats and the Finks
- Prima televisiva: 17 ottobre 1964

### Trama
- Guest star: Larry Hagman (Luke), Bruce Gordon (Johnny Smith), Norman Alden (Gary Deal), Dyan Cannon (Marianne), Henderson Forsythe (Grayson), Clement Fowler (Bunny), Larry Gates (Ken), Patrick McVey (detective Barnes)

## Nightingale for Sale
- Prima televisiva: 24 ottobre 1964

### Trama
- Guest star: Liza Minnelli (Minnie), George Mathews (Chester), Eduardo Ciannelli (Fontana), Richard Dysart (Donovan), Dee Hartford (Dora), Al Nesor (Turk)

## The He-She Chemistry
- Prima televisiva: 31 ottobre 1964

### Trama
- Guest star: William Hickey (Otis), Franklin Heller (Joe), Jack Cassidy (Allan), Don Fellows (Cuneo), Shanton Granger (dottor Seymour), Tammy Grimes (Nella), Larry Haines (Holman), Howard St. John (Hagen)

## Don't Mention My Name in Sheboygan
- Prima televisiva: 7 novembre 1964

### Trama
- Guest star: Diana Muldaur (receptionist), Chester Morris (Orin Kelsey), Joan Bennett (Mrs. Kelsey), Sandy Dennis (Patricia Kelsey), Robert Webber (Hogan)

## Maggie, Queen of the Jungle
- Prima televisiva: 21 novembre 1964

### Trama
- Guest star: Liliane Montevecchi (Vici), Nina Foch (Maggie), Alvin Epstein (Chauvigny), Andre Plamondon (Rouselle)

## Smelling Like a Rose
- Prima televisiva: 28 novembre 1964

### Trama
- Guest star: Phyllis Newman (Amy Fitlon), Hal March (Jackie Burnett), Val Avery (detective), Art Carney (Norman Cushing), Severn Darden (Mr. Hook), Peter de Vise (Tommy), Rosemary Forsyth (Pearl), Tina Louise (ragazza), Paul Sand (fotografo)

## Bad Little Rich Girl
- Prima televisiva: 5 dicembre 1964

### Trama
- Guest star: Diana Van der Vlis (Mary Beth Warren), Shepperd Strudwick (Harold Draper), John Horn (Don), Jimmy Little (Paul Bradley), Larry Pennell (John Chambers), Herb Voland (Walter Hart)

## Sticks and Stones May Break My Bones
- Prima televisiva: 12 dicembre 1964

### Trama
- Guest star: Louis Edmonds (Karlo), Nancy Cushman (Lillian), Philip Abbott (Geoffrey Karr), Lola Albright (Duff Daniels), Lisa Jager (Tereska)

## Something to Sing About
- Prima televisiva: 19 dicembre 1964

### Trama
- Guest star: Richard Schaal (Press Agent), Paul Larson (Jerry Staley), Billie Allen (Harriet), Lauren Bacall (Barbara Lake), Martin Balsam (Nate Bannerman), Billy Taylor (se stesso)

## Pay Now, Die Later
- Prima televisiva: 26 dicembre 1964

### Trama
- Guest star: Murvyn Vye (Caller), John Ireland (Jimmy King), Taina Elg (se stessa), Marianna Hill (Penny), David Wayne (John Zeck)